# Au clair de la Lune ou Pierrot malheureux
Au clair de la Lune ou Pierrot malheureux er en fransk stumfilm fra 1903 af Georges Méliès.